# Selección de balonmano de Nueva Zelanda
La selección de balonmano de las Islas Cook es el equipo representativo de las Nueva Zelanda en Balonmano en competiciones de selecciones nacionales. Ha logrado 7 subcampeonatos de la Copa de Naciones de balonmano de Oceanía. Desde la supresión de este torneo, disputa el Campeonato de Asia de balonmano, donde consiguió en 2024 su primera victoria ante India.